# Montigny (Deux-Sèvres)
Pour les articles homonymes, voir Montigny.
Montigny est une ancienne commune française située dans le département des Deux-Sèvres et la région Nouvelle-Aquitaine. Elle est associée à la commune de La Forêt-sur-Sèvre depuis 1973.

## Géographie
Le village de Montigny est situé à environ 12 km au sud-ouest de Bressuire.

### Écarts et lieux-dits
Le Magny, La Chaneliere, Monfaucher, La Preuille, Le Peux, La Roche-au-Cou, La Voierie, La Gaillardiere, Le Vivier, La Papiniere, La Pommeraie, Le Rafoux, Le Grand-Pont, Le Moulin Neuf, Le Plessis-Batard, La Boureliere de Montigny, La Louisiere, Le Beugnon, La Boulaie, Les Gilbretieres, La Baziniere, La Tuilerie, La Veradiere, la Grand- Maison, Le Bois Bertrand, Le Breuil, La Petite et la Grande Marvallière, La Maison neuve, etc.

## Toponymie
Anciennes mentions : Muntinée en 1123, Montiniacum en 1149, Montygné en 1292, Montigné en 1300, Montigny en 1793.
Montigny, Albert Dauzat et à sa suite Ernest Nègre assignent une même origine à tous les Montigny, qui viendraient d'une même forme dont l'étymon est généralement donné sous la forme latinisée *Montaniacum, c'est un type toponymique répandu dont la signification exacte ne fait pas l'unanimité.

## Histoire
Le 1er janvier 1973, la commune de Montigny est rattachée à celle de La Forêt-sur-Sèvre sous le régime de la fusion-association.

## Administration
De par son statut de commune associée, ce village a un maire délégué.
| Période                                  | Période | Identité               | Étiquette | Qualité                                                 |
| ---------------------------------------- | ------- | ---------------------- | --------- | ------------------------------------------------------- |
| 2014                                     | 2020    | Serge Chareille        |           | Cadre retraité                                          |
| 2020                                     | -       | Maryse Nourisson-Enond |           | Responsable système d'information chez ACS (Bressuire ) |
| Les données manquantes sont à compléter. |         |                        |           |                                                         |

## Population et société

### Démographie
| 1793 | 1800 | 1806 | 1821 | 1831 | 1836 | 1841 | 1846 | 1851 |
| ---- | ---- | ---- | ---- | ---- | ---- | ---- | ---- | ---- |
| 483  | 238  | 357  | 456  | 416  | 445  | 444  | 509  | 515  |

| 1856 | 1861 | 1866 | 1872 | 1876 | 1881 | 1886 | 1891 | 1896 |
| ---- | ---- | ---- | ---- | ---- | ---- | ---- | ---- | ---- |
| 542  | 559  | 595  | 646  | 641  | 643  | 682  | 681  | 682  |

| 1901 | 1906 | 1911 | 1921 | 1926 | 1931 | 1936 | 1946 | 1954 |
| ---- | ---- | ---- | ---- | ---- | ---- | ---- | ---- | ---- |
| 672  | 652  | 636  | 517  | 522  | 511  | 517  | 511  | 503  |

| 1962 | 1968 | - | - | - | - | - | - | - |
| ---- | ---- | - | - | - | - | - | - | - |
| 509  | 464  | - | - | - | - | - | - | - |

### Enseignement
- École publique des Quatre saisons

## Lieux et monuments
- Église Saint-Pierre
- Château d'eau
- Cimetière
- Lavoir
- Monument aux morts